# ニューショアハム (ロードアイランド州)
ニューショアハム（英: New Shoreham）は、アメリカ合衆国ロードアイランド州のワシントン郡にある町。人口は1,041人（2010年）。南部海岸沖21キロメートルの大西洋上に位置するブロック島の全体が町になっている。アメリカ合衆国国勢調査局がニューショアハムの全体をワシントン郡の国勢統計区第415に指定している。町の名はイングランドのケントにあるショアハムから採られた。
1765年10月23日に設立された歴史あるハーバー教会が、町内ウォーター通り21にある。
ロングアイランドの東端であるモントーク・ポイントから東に14マイル (23 km) であり、本土との間にはブロックアイランド・サウンドがある。約22,000年前のウィスコンシン・ローレンシア氷河の退行によって、ニューイングランドの海岸にできたターミナルモレーンの繋がりであるアウター・ランズ地域に属している。
島は夏の観光地であり、北端にはブロック島北灯台、南岸には南東灯台という2つの歴史ある灯台がある。島の北西端は未開の自然が残る地域であり、大西洋渡り鳥経路に沿った鳥の休憩地点になっている。

## 歴史

### インディアン
ニアンティック族インディアンがこの島を「マニセス」と呼んでおり、「マニトウの小さな島」という意味だった。考古学遺跡から言えることは、これら部族が鹿を狩り、魚や貝を獲り、トウモロコシ、豆類、カボチャを育てて生活していたことを示している。彼らは季節によって変わる資源を生かすために、地域の森林と海岸の間を移動していた。地域で見つかった人工物から、紀元前1300年にはこの地域に住んでいたことが示唆されている。1662年、島のインディアンの人口は1,200人から1,500人だった。1774年までにその人口は51人にまで減っていた。
17世紀初期にピクォート族やモヒガン族によって侵略されたニアンティック族は2つの支族に分かれ、西のニアンティック族はピクォート族やモヒガン族と同盟し、東ニアンティック族はナラガンセット族と同盟した。
1634年、西ニアンティック族が、宗教でボストンを追われ、ピルグリムの船を盗んだと言われるジョン・ストーンを、コネチカット川河口の近くで殺すことで、部族を守った。ストーンがインディアンの女性や子供を誘拐してバージニアで奴隷として売ろうとしていたという事実があるにも拘わらず、開拓者達は激怒した。これはそれ以前に関連する部族により本土の開拓者に対する残虐行為があったことも災いしていた。イングランド人は西ニアンティック族の代弁者であるピクォート族にストーンの殺人者を差し出すよう要求した。これが拒否されたので、戦争に向かって行った。1637年夏、西ニアンティック族がブロック島近くで別のボストン人、ジョン・オールダムを殺した。
同年8月、マサチューセッツ湾植民地はコネチカットの開拓者に相談もないままに、ジョン・エンデコットの下に90名の兵士の懲罰遠征隊をブロック島に派遣し、ニアンティック族の戦士を全て殺し、奴隷にすれば価値がある女性と子供を捕まえろという指示を出した。この遠征はマサチューセッツ総督のヘンリー・ベインが命令を出しており「島にいる全てのインディアン男性を虐殺しろ」という内容だった。この遠征隊は東ニアンティック族14人を殺し、その集落と作物を燃やした。イングランド人は60のウィグワムとトウモロコシ畑を燃やした。また全ての犬を撃ち殺したが、ニアンティック族は森の中に逃げ込んだので、兵士たちはその中の14人を殺すことができただけだった。エンデコットはこの懲罰が不十分だと判断し、その部隊はセイブルック砦に船で渡り、テムズ川河口にあるピクォート族の集落に行った後で、ジョン・オールダム殺害の代償として貝殻ビーズ1,000ファゾム (1,829 m) を要求し、和平の補償としてピクォート族の子供たち数人を人質に取った。このできごとがピクォート戦争に繋がる最初期の事件だと見られている。

### 植民地時代以後

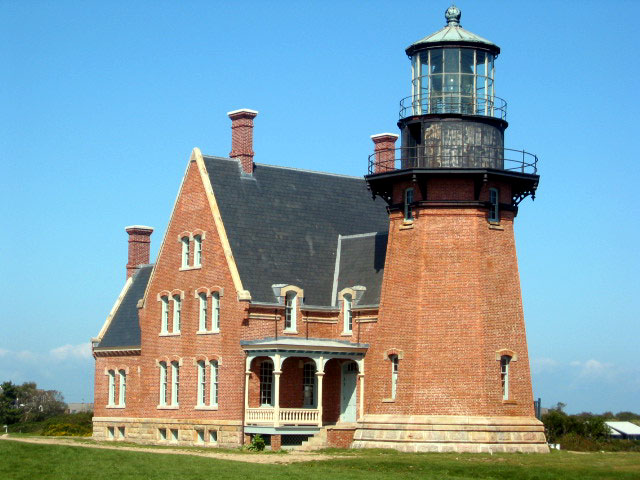
ブロック島の目印になっている南東灯台

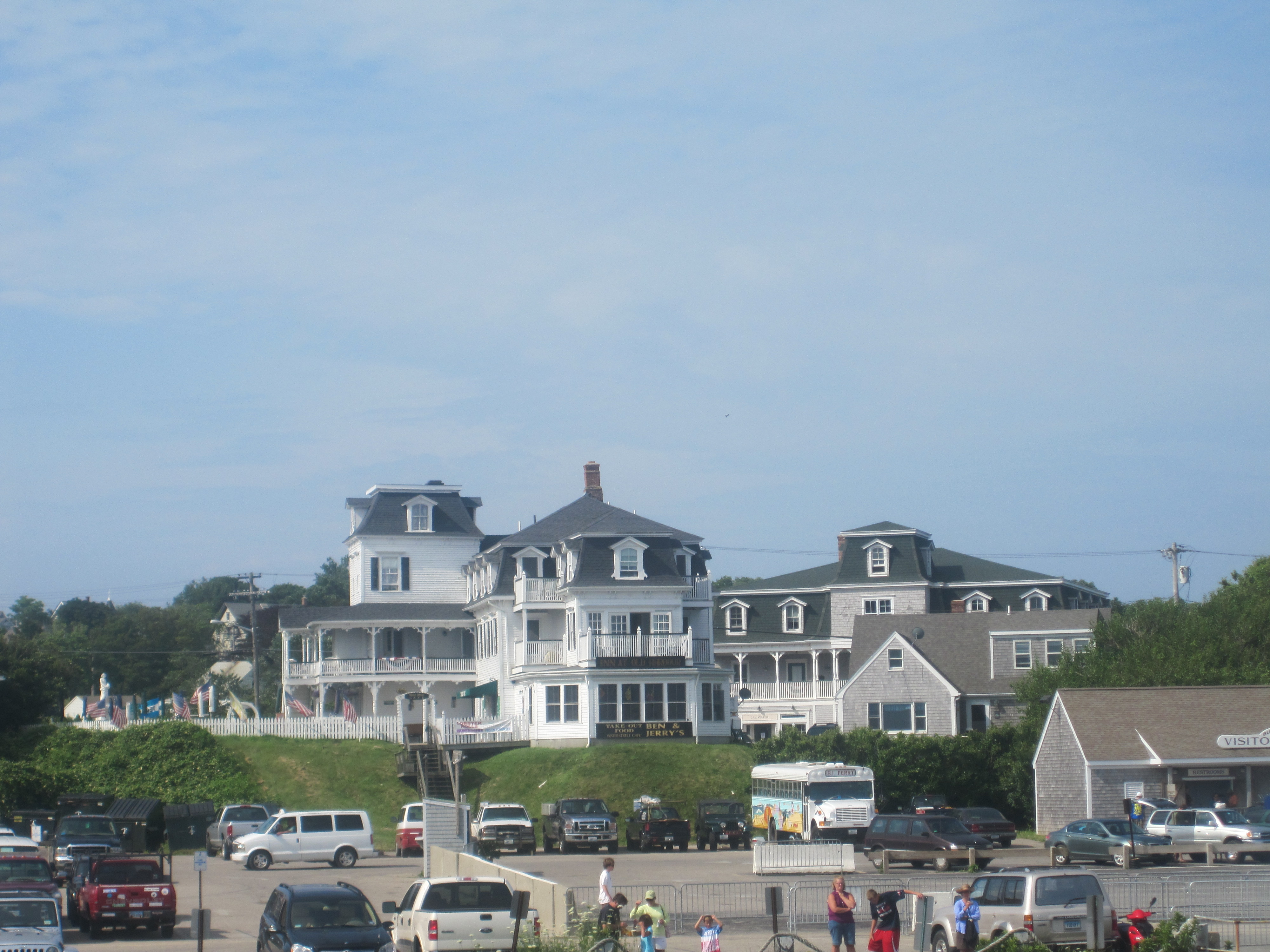
コネチカット州ニューロンドンからのフェリーでブロック島の南側を見たところ

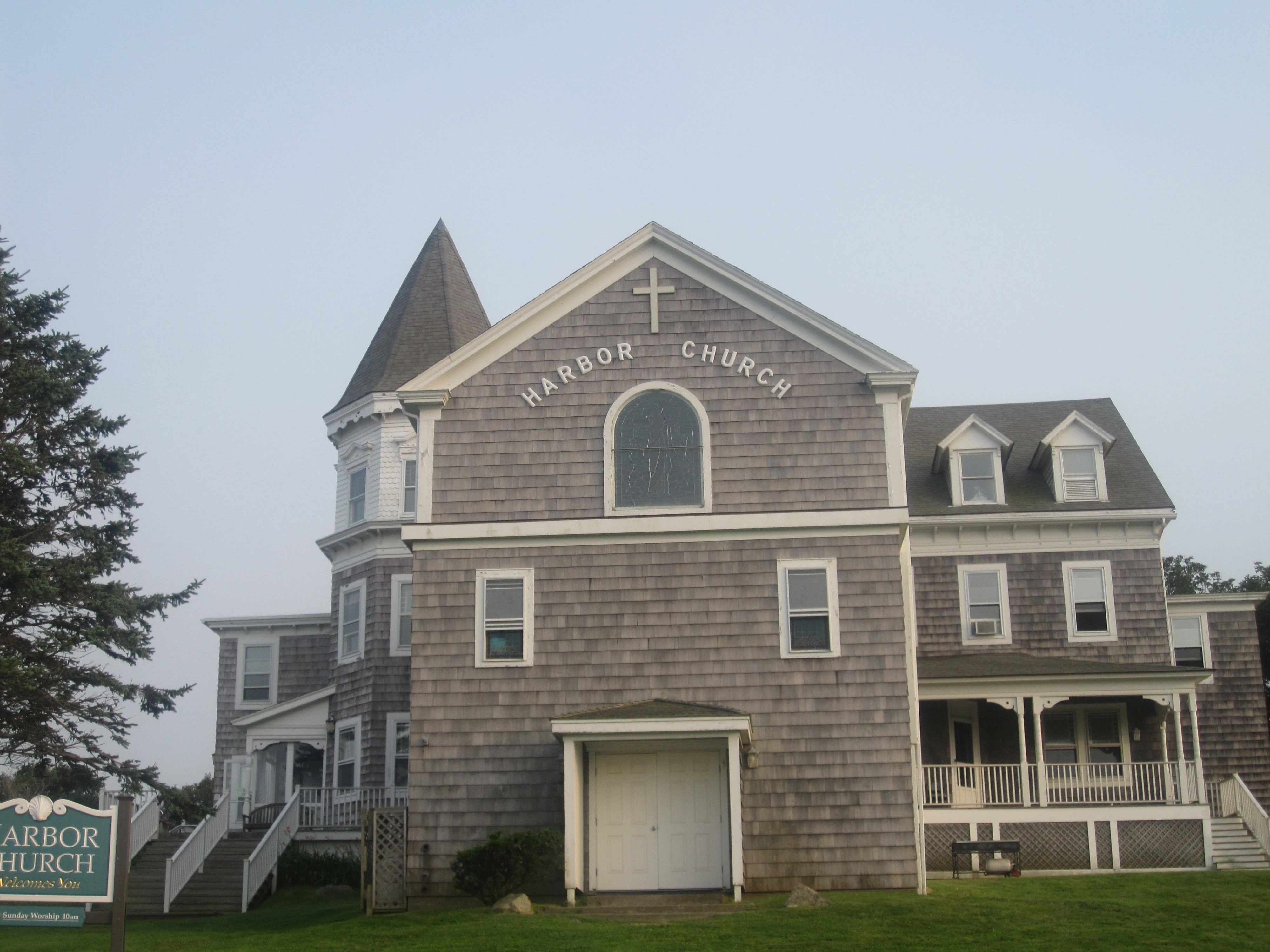
歴史あるハーバー教会、バプテスト教会の系統であり、ニューショアハム西がwの高い丘の上に立っている

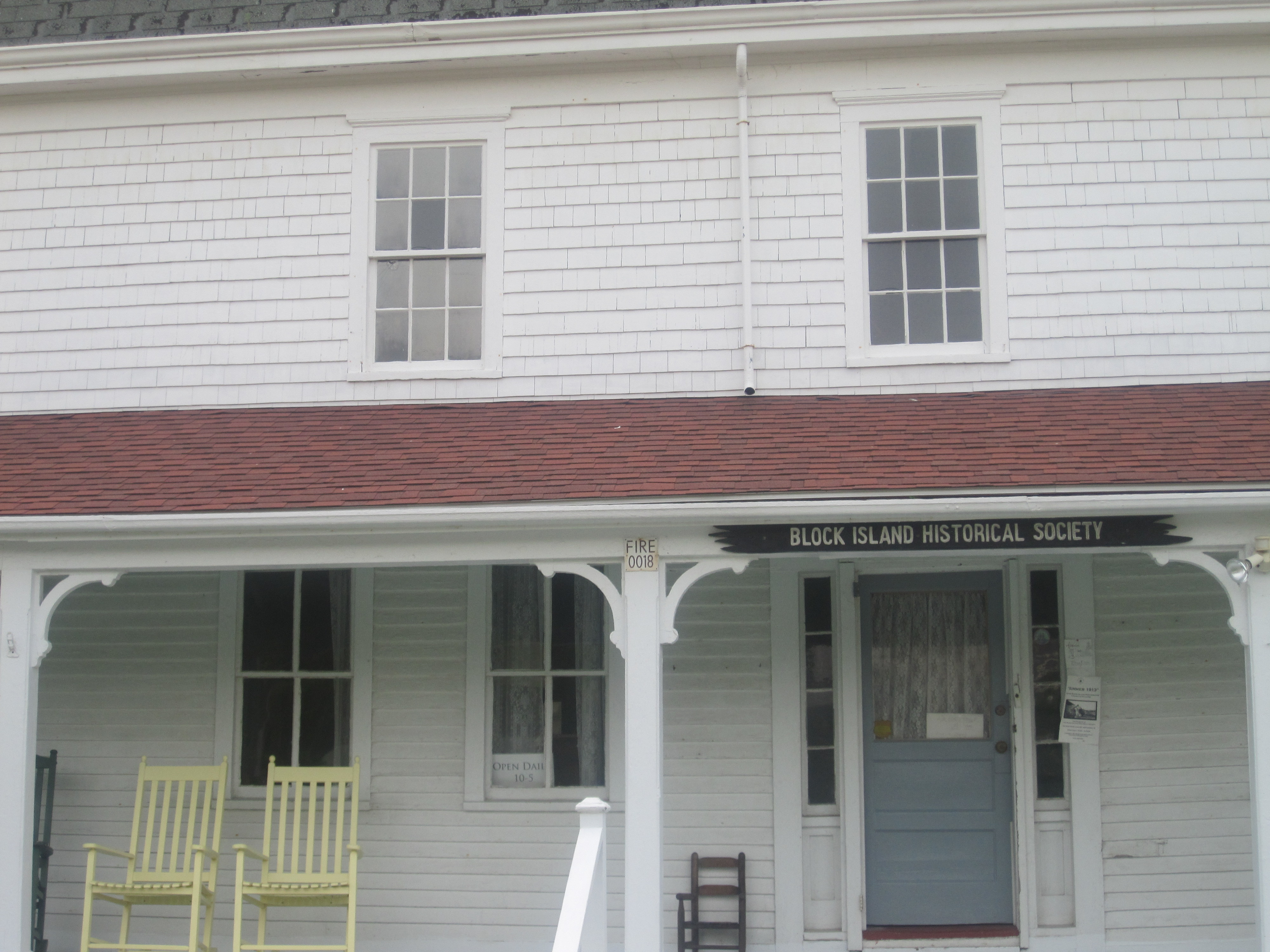
ブロック島歴史協会の二階建て建物

1524年後にブロック島と呼ばれることになる島をジョバンニ・ダ・ヴェラッツァーノが視認し、ブルターニュ公爵夫人クロードから「クラウディア」と名付けた。クロードはフランス王妃、かつフランソワ1世の妻だった。しかし、当時の地図の幾つかはこの島を「ルイーザ」としており、フランスの皇太后でありフランソワ1世の母であるルイーズ・ド・サヴォワにちなむとされている。ヴェラッツァーノの船の日誌では、その島が「丘で一杯で、樹木に覆われ、海岸沿い全てに火を見ており、人が多く住んでいる」と述べていた。1614年、ブロック島はオランダの探検家アドリアン・ブロックの海図に載せられ、ブロックが自分の名前を付けた。1636年、ジョン・エンデコットが率いたボストンからの遠征隊が到着し、しまは当初、マサチューセッツ湾植民地の一部になった。1658年、マサチューセッツ湾植民地は1636年の遠征隊を率いたエンディコットを主とする集団に島を売却した。1661年、エンデコットの集団はジョン・アルクックの率いる16人の開拓者集団に島を売却した。アルクックはカウズ・コーブに近いセトラーズ・ロックでその記憶が残されている。これら開拓者はある程度までロードアイランド植民地の同盟者だったので、ブロック島はロードアイランド植民地の議会によって1672年に法人化され、島の政府が「ニューショアハム」という名前を採用した。1685年のオランダによるニューイングランド地図ははっきりとブロック島を載せており、「アドリアン・ブロックス・アイラント」と表記している。

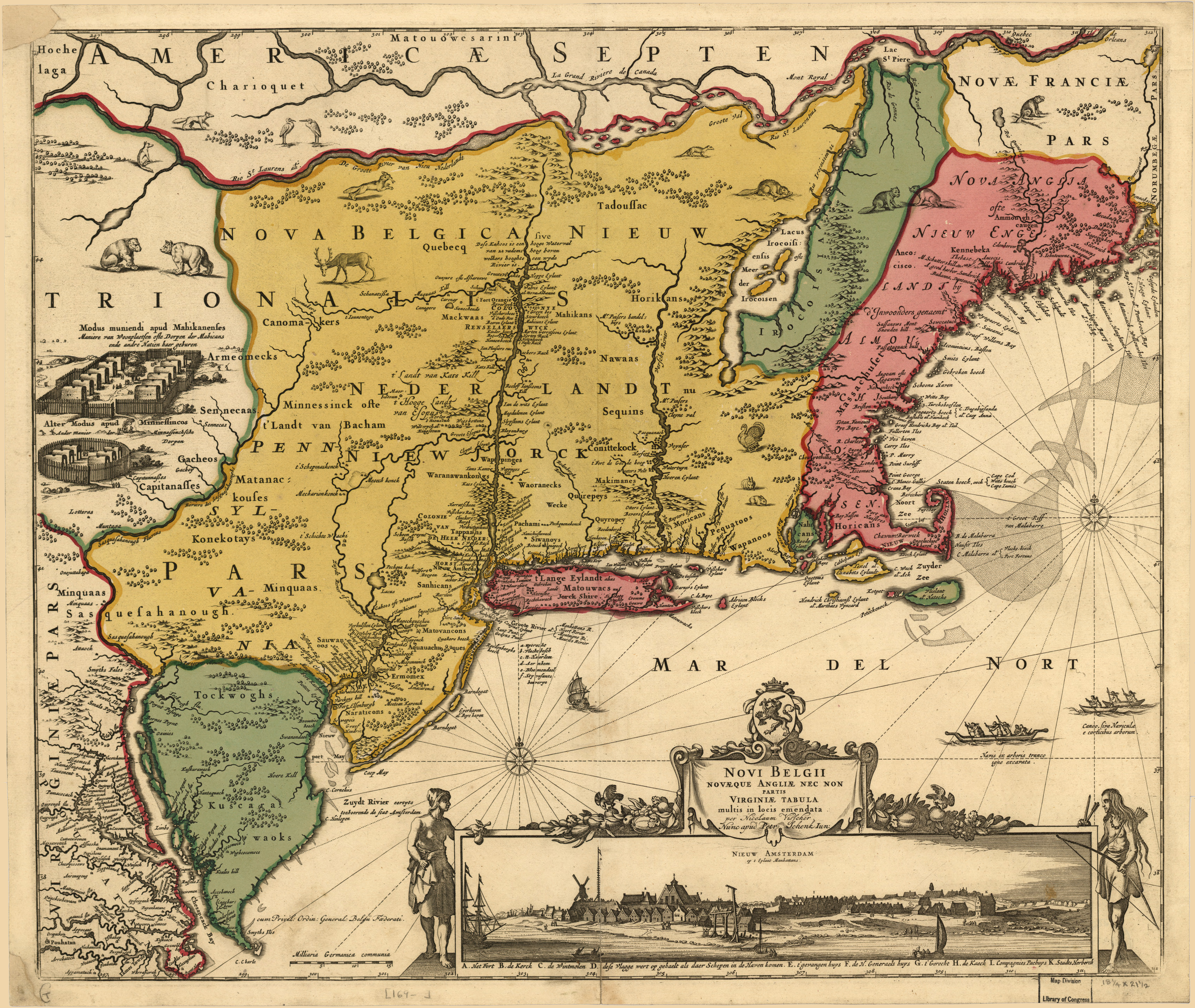
アドリアン・ブロックス・アイラント」が掲載された1685年のオランダによる地図

1699年、スコットランドの船長キャプテン・キッドがブロック島を訪問したが、その直後に海賊行為で有罪とされ、絞首刑にされた。ブロック島では船乗りのジェイムズ・サンズの娘であるマーシー・レイモンドから補給を受けた。その時の話では、キッドがレイノルズ夫人の歓待に報いるためにそのエプロンを捧げ持つよう依頼し、それが一杯になるまで金と宝石を投げ入れたとされている。レイノルズ夫人の夫ジョシュアが死んだ後、夫人は北のコネチカット州ニューロンドン（後のモントビル）に家族と共に移転し、多くの土地を買った。レイモンド家はこうして「エプロンで金持ちになった」と言われている。
米英戦争（1812年-1815年）のとき、ブロック島は短期間トマス・ハーディ卿の指揮するイギリス海軍に占領された。HMSディスパッチ、HMSテラー、HMSニムロド、HMSパクトラス、HMSラミリーズなどイギリス艦船が停泊した。ハーディは食糧を探して艦隊をブロック島に率いて行き、ロングアイランド湾の入り口に戦略的な陣地を設立した。イギリス軍が到着する以前に、ブロック島の家畜や食料のほとんど全てがコネチカット州ストーニントンに移されていたのを知って、イギリス軍は激怒した。1814年8月9日、ハーディとその艦隊はブロック島を離れ、その食料や家畜を取り上げる目的もあってストーニントンに向かった。ハーディが8月10日夜明け前に行った襲撃は、後にストーニントンの戦いとよばれるようになった戦闘で、その艦隊に損失を出して撃退された。
1829年、最初の北灯台が建設されたが、波にさらわれたので1837年に2代目が建てられた。その2代目も大洋に消されたので、3代目が1867年に建設され、それが今も残っている。その数年後である1873年、島でもう一つの灯台である南東灯台の建設が始まった。
ブロック島には自然の港が無かったので、1870年にオールドハーバーから防波堤が建設された。もう一つの港であるニューハーバーが造られたのは1895年であり、島の北西側をグレートソルト池から大西洋まで結ぶ水路が掘られた。
ブロック島唯一の公共図書館であるアイラの・フリー図書館は1875年に設立された。
ブロック島は1938年のニューイングランド・ハリケーンで大きな被害を受けた。多くの島の住人や観光客が高潮による洪水で死んだ。
第二次世界大戦中、ナラガンセット湾の入り口を守るポイント・ジュディスのグリーン砦の重砲砲台から砲撃の方向を指示するために、幾つか大砲の狙撃器が置かれた。狙撃器のための見張り陣地は家屋に似せて建設された。アメリカ政府は島を敵の攻撃から効果的に守ることが難しいと判断し、島からの避難を提案した。しかし、島人は留まることを選んだ。ドイツに対する戦争が終わる直前に、島の北東7マイル (11 km) でポイント・ジュディスに戦いが起こった。
1950年、ブロック島の空港が開港し、現在でも一般用途空港として残っている。1972年、ブロック島環境保護機関が設立された。この機関とその他の政府組織が島の土地40%以上を開発から守る責任がある。1974年、オールドハーバー歴史地区がアメリカ合衆国国家歴史登録財指定地区となった。

## 地理
アメリカ合衆国国勢調査局に拠れば、市域全面積は109.5平方マイル (284 km2)であり、このうち陸地9.7平方マイル (25 km2)、水域は99.8平方マイル (258 km2)で水域率は91.11%である。

### 気候
ブロック島の気候は周りの海洋や概して沖合を吹く偏西風に大きく影響される。気候は海洋性気候（ケッペンの気候区分Cfb）であり、北半球の東海岸では珍しい区分である。春から夏にかけて大洋が冷たいままなので、この季節のブロック島は本土よりも冷涼なままである。しかし、夏は暑くなることもあるが、7月と8月の平均気温は70°F (21 ℃) 台半ばから後半であり、ニューヨークやニューイングランド南部が80°F (27 ℃) 台前半から半ばになるのに比べて低い。過去最高気温は1948年8月26日と27日の95°F (35 ℃)、過去最低気温は1994年1月16日の-7°F (-22 ℃) だった。最高気温の最低記録は1962年12月31日と1968年1月8日の8°F (-13 ℃)、最低気温の最高記録は1979年8月2日の76°F (24 ℃) だった。秋から冬に掛けては海洋が比較的暖かいままなので、本土よりも暖かい。
| ブロック島の気候                                               | ブロック島の気候 | ブロック島の気候 | ブロック島の気候 | ブロック島の気候 | ブロック島の気候 | ブロック島の気候 | ブロック島の気候 | ブロック島の気候 | ブロック島の気候 | ブロック島の気候 | ブロック島の気候 | ブロック島の気候 | ブロック島の気候 |
| 月                                                             | 1月              | 2月              | 3月              | 4月              | 5月              | 6月              | 7月              | 8月              | 9月              | 10月             | 11月             | 12月             | 年               |
| -------------------------------------------------------------- | ---------------- | ---------------- | ---------------- | ---------------- | ---------------- | ---------------- | ---------------- | ---------------- | ---------------- | ---------------- | ---------------- | ---------------- | ---------------- |
| 最高気温記録 °F （°C）                                         | 62 (17)          | 62 (17)          | 74 (23)          | 92 (33)          | 85 (29)          | 90 (32)          | 92 (33)          | 95 (35)          | 89 (32)          | 80 (27)          | 72 (22)          | 64 (18)          | 95 (35)          |
| 平均最高気温 °F （°C）                                         | 39.8 (4.3)       | 40.9 (4.9)       | 45.6 (7.6)       | 54.6 (12.6)      | 63.2 (17.3)      | 73.0 (22.8)      | 77.9 (25.5)      | 77.6 (25.3)      | 72.6 (22.6)      | 63.0 (17.2)      | 54.3 (12.4)      | 45.2 (7.3)       | 59.0 (15)        |
| 平均最低気温 °F （°C）                                         | 25.4 (−3.7)      | 26.6 (−3)        | 30.7 (−0.7)      | 38.8 (3.8)       | 47.1 (8.4)       | 56.5 (13.6)      | 62.5 (16.9)      | 62.4 (16.9)      | 56.9 (13.8)      | 48.1 (8.9)       | 40.5 (4.7)       | 30.0 (−1.1)      | 43.8 (6.6)       |
| 最低気温記録 °F （°C）                                         | −7 (−22)         | −2 (−19)         | 7 (−14)          | 18 (−8)          | 34 (1)           | 41 (5)           | 51 (11)          | 45 (7)           | 39 (4)           | 30 (−1)          | 16 (−9)          | −4 (−20)         | −7 (−22)         |
| 降水量 inch （mm）                                             | 3.87 (98.3)      | 2.93 (74.4)      | 4.07 (103.4)     | 3.79 (96.3)      | 3.46 (87.9)      | 3.78 (96)        | 2.86 (72.6)      | 2.95 (74.9)      | 3.39 (86.1)      | 3.91 (99.3)      | 3.81 (96.8)      | 3.78 (96)        | 42.6 (1,082)     |
| 降雪量 inch （cm）                                             | 6.1 (15.5)       | 6.3 (16)         | 5.4 (13.7)       | 0.4 (1)          | 0 (0)            | 0 (0)            | 0 (0)            | 0 (0)            | 0 (0)            | 0 (0)            | 0.2 (0.5)        | 2.8 (7.1)        | 21.1 (53.6)      |
| 平均降水日数 （≥0.01 in）                                      | 7.9              | 7.7              | 9.7              | 9.9              | 9.8              | 7.4              | 6.2              | 6.2              | 6.5              | 7.9              | 8.8              | 9.1              | 97.1             |
| 出典1：NOAA (normals, 1981-2010)                               |                  |                  |                  |                  |                  |                  |                  |                  |                  |                  |                  |                  |                  |
| 出典2：Western Regional Climate Center (extremes 1927-present) |                  |                  |                  |                  |                  |                  |                  |                  |                  |                  |                  |                  |                  |

### 海浜

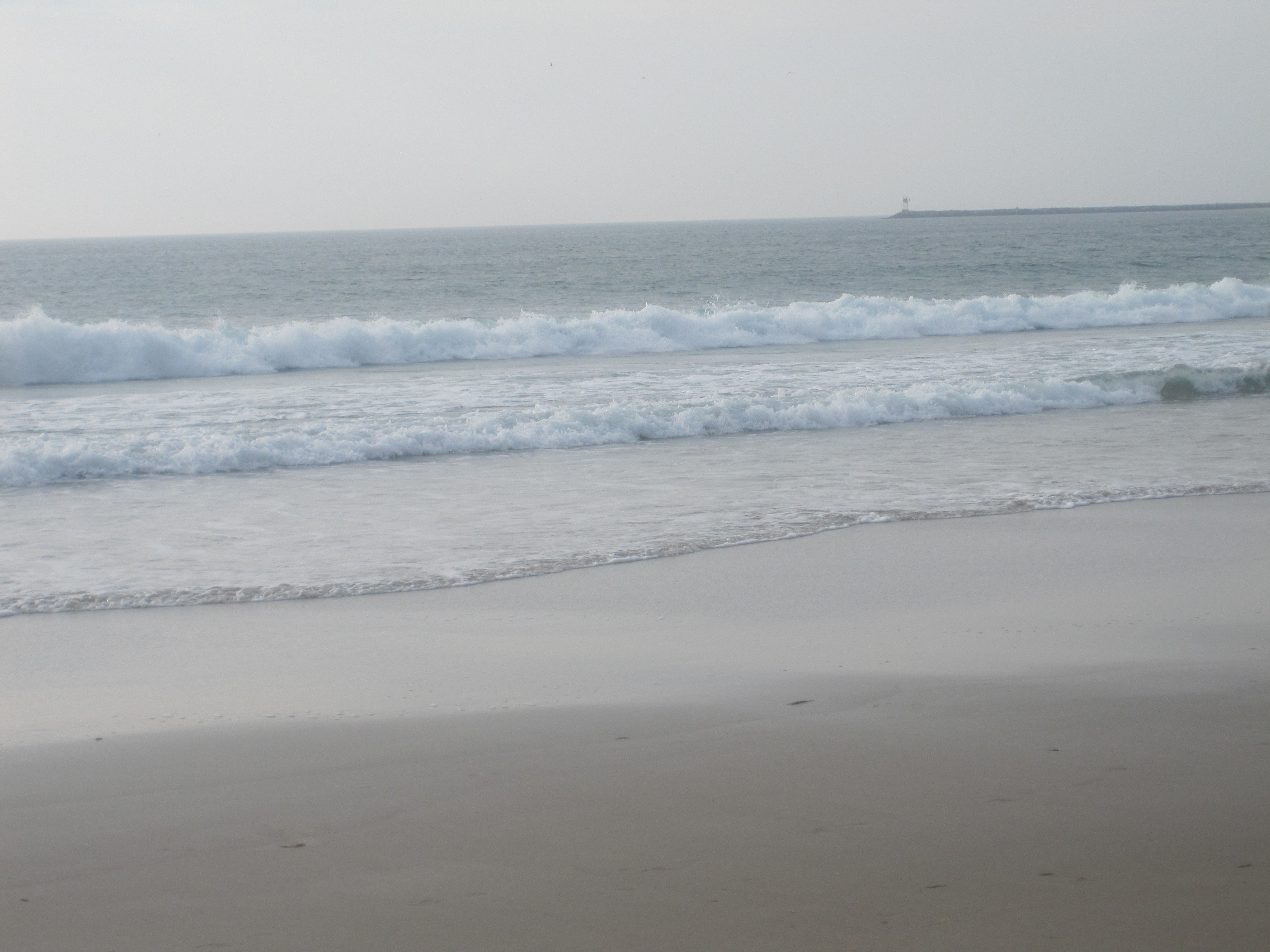
ナショナル・ホテル近くの海浜の波

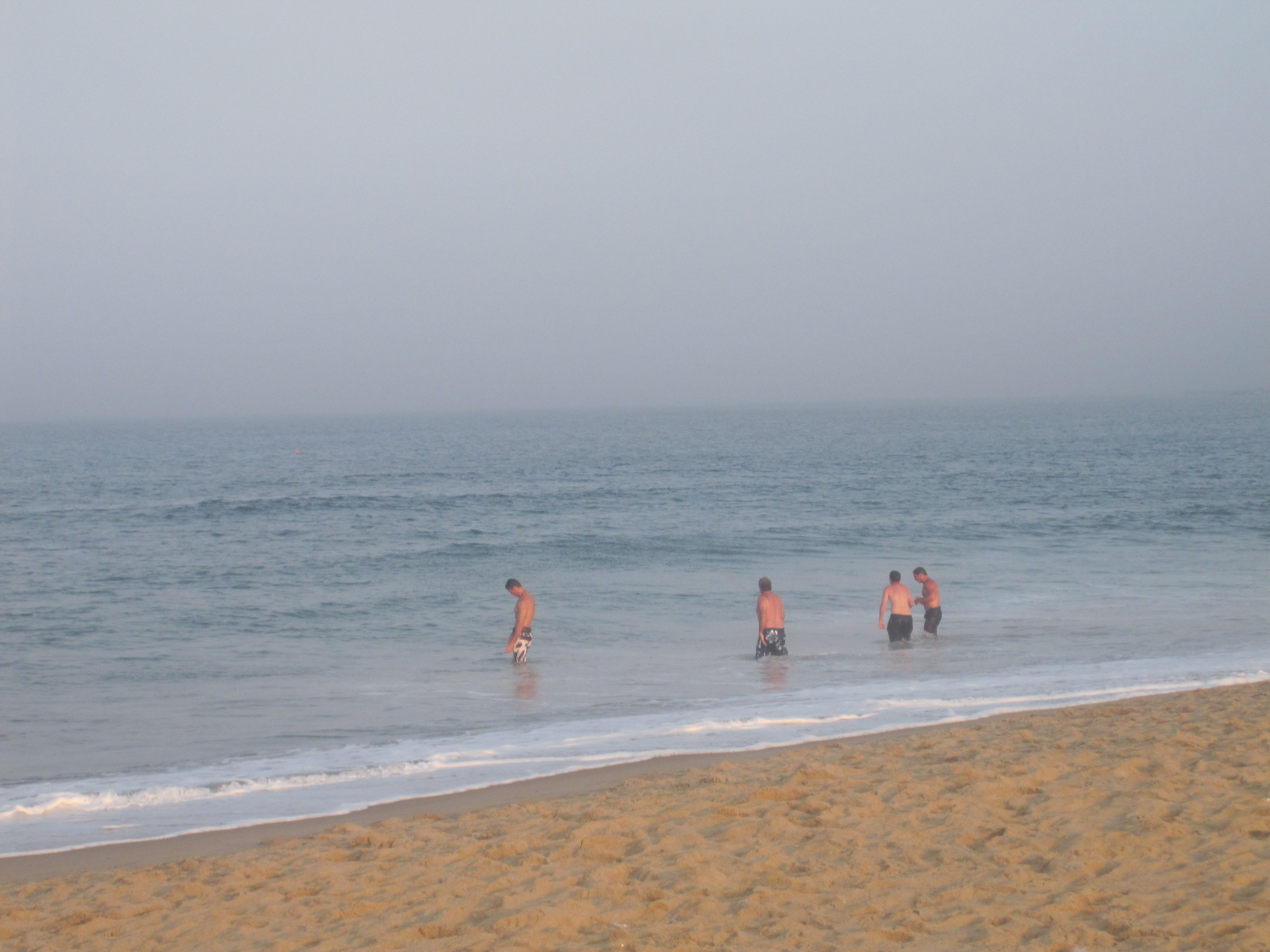
穏やかな海浜の海水浴客達

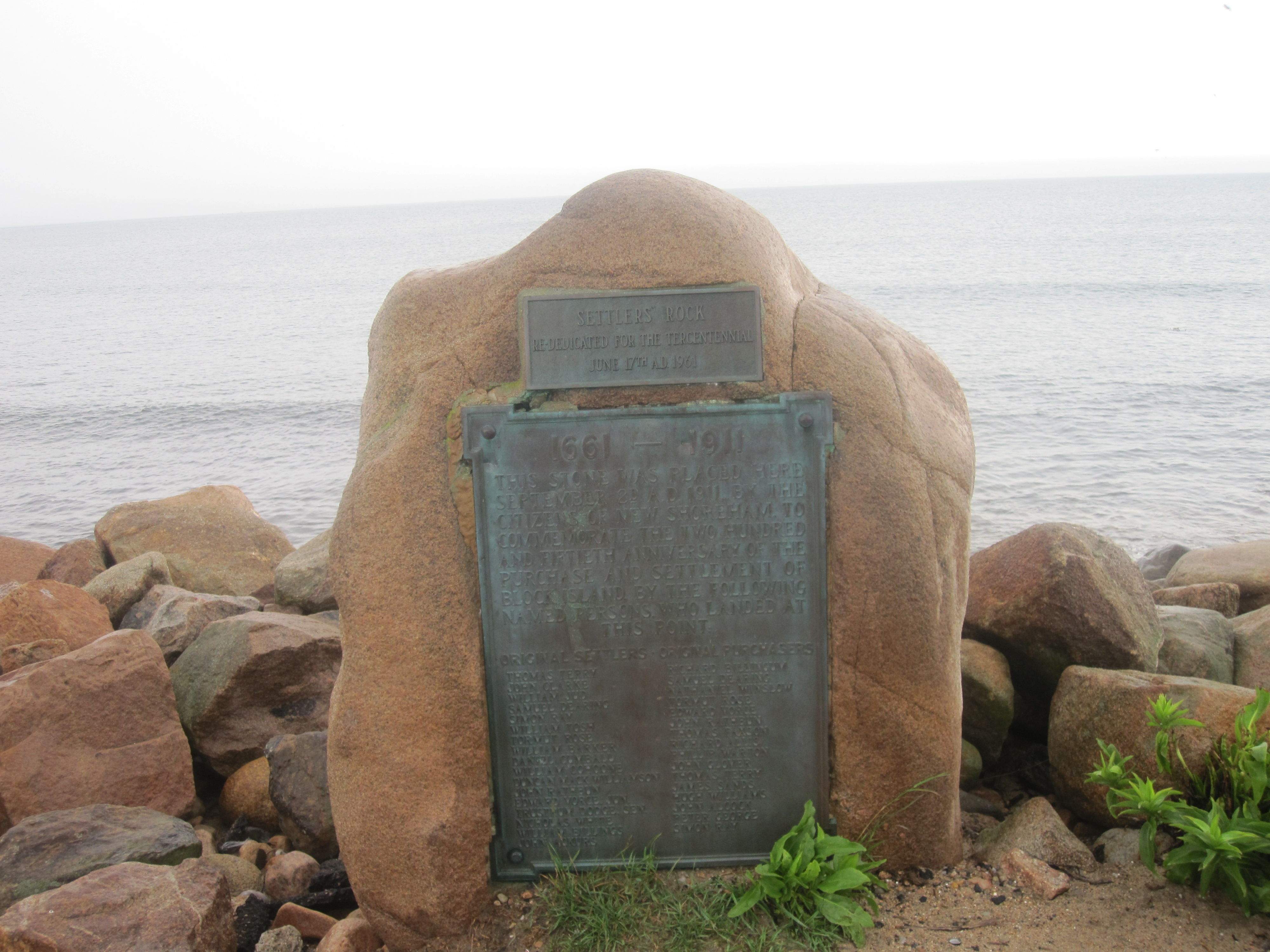
島の北端にあるセトラーズロック

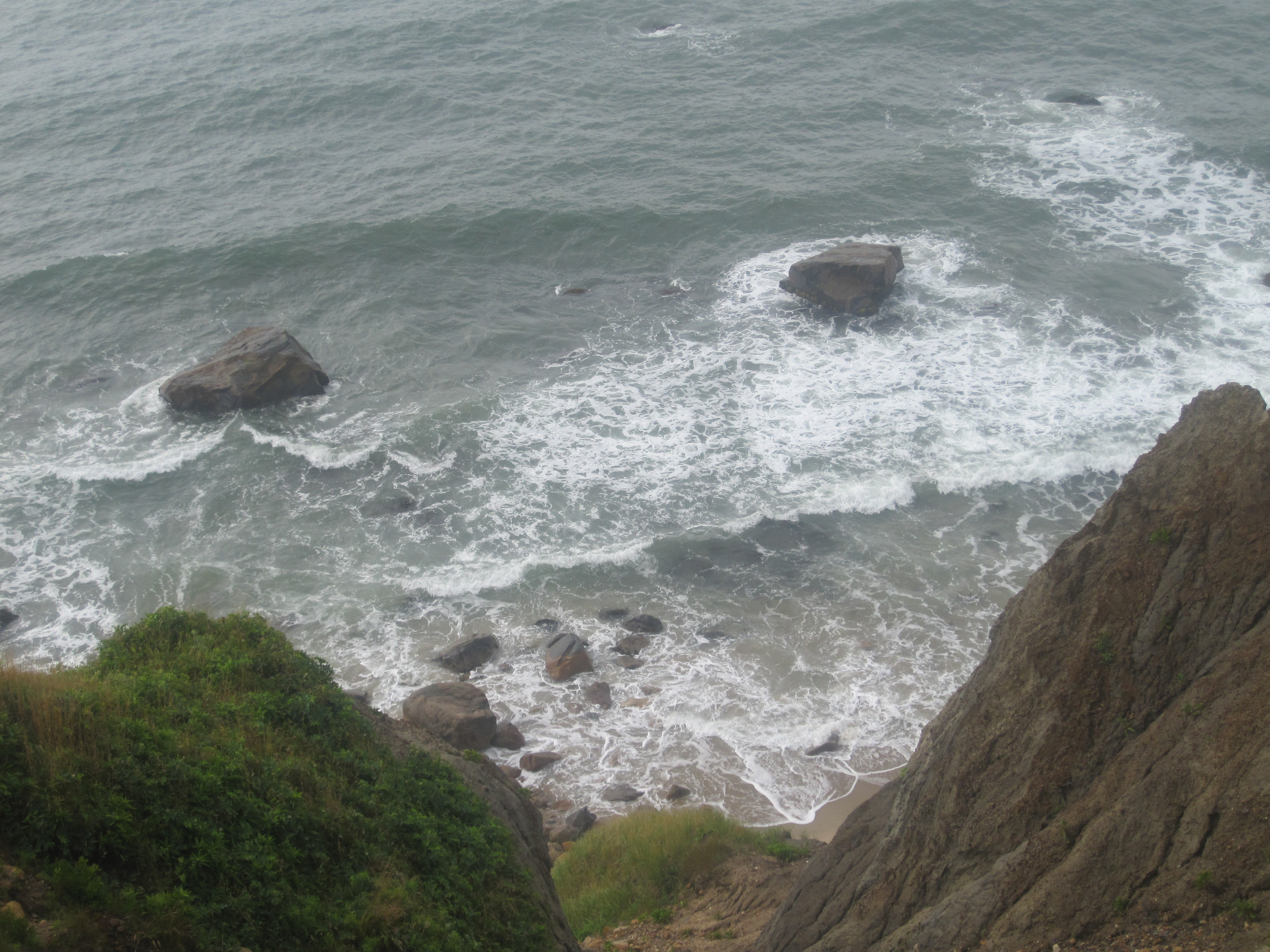
ブロック島の険しい崖

クレセント・ビーチは、ポイント・ジュディス・フェリーやニューロンドン・イクスプレス・フェリーで島に渡るときに見られる。フレッド・ベンソン町営ビーチ、ラウズ・ビーチ、スコッチ・ビーチ、マンション・ビーチという4つの小さなビーチがあり、全てコーンネック道路にそっている。州営ビーチとバラーズ・ビーチには常勤の救急救命士がいる。州営ビーチには食事とレンタル品を提供するパビリオンがある。地元民が呼ぶベイビー・ビーチはコーンネック道路沿いビーチヘッド・レストラン近くのサーフ・ホテルから始まっている。スコッチ・ビーチはフレッド・ベンソン町営ビーチのすぐ北にあり、マンション・ビーチはスコッチ・ビーチの北にある。
マンション・ビーチの北はクレイヘッドとポッツ&ケトルズである。クレイヘッドは一組の崖であり、ポイント・ジュディスやニューロンドンに行き来するフェリーから見ることができる。この地域は岩が多く、鉄分の多い粘土層であり、貝殻や石の採集には人気がある。
カウコーブ、セトラーズ・ロック、サンディ・ポイントが島の北端を構成している。ここに北灯台があり、絵葉書にも描かれる日没の地点である。セトラーズ・ロックはカウコーブにあり、ここで開拓者が上陸し、岸まで泳いで島では初の牛を連れてきた。牛は船から押し出して岸にむりやり連れてきた。セトラーズ・ロックには当初開拓者の名前を記した銘板がある。この浜は大洋側を泳ぐのには向いておらず、特に離岸流の強い岬近くは不向きである。一方サッチェム池は清水であり、水泳に向いている。
島の南側では、ブラックロック・ビーチで波が高く、サーフィンに最適なビーチと広く認められている。しかし、岩が多く、またヌーディストビーチという評判もある。ただしロードアイランド州のビーチでは全裸になることが禁じられている。近くにはモヒガン崖や南東灯台がある。
コーストガード・ビーチはグレートソルト池と島の北西側にある大洋の間に位置している。釣りやウォーキングに人気があるが、近くを多くの船が通るので、特に水泳に適している。
バラーズ・ビーチはブロックアイランド・フェリー乗り場と突堤の南側にある。バラーズ・レストランと宿屋の前にあり、船乗りや若者に人気がある。砂浜ではカクテル・ウェイトレスがおり、日々音楽のライブ演奏もある。毎日ゲームやトーナメントのあるバレーボールコートもある。バラーズ・ビーチでは常勤の救急救命士がいる。
ブラフス・ビーチはモヒガン崖の下にある。その小さな駐車場から144段の階段を降りたところにあり、景観美を楽しむことができる。この木製の険しい階段の下に大きな岩があり、海浜に通じている。

## 観光地

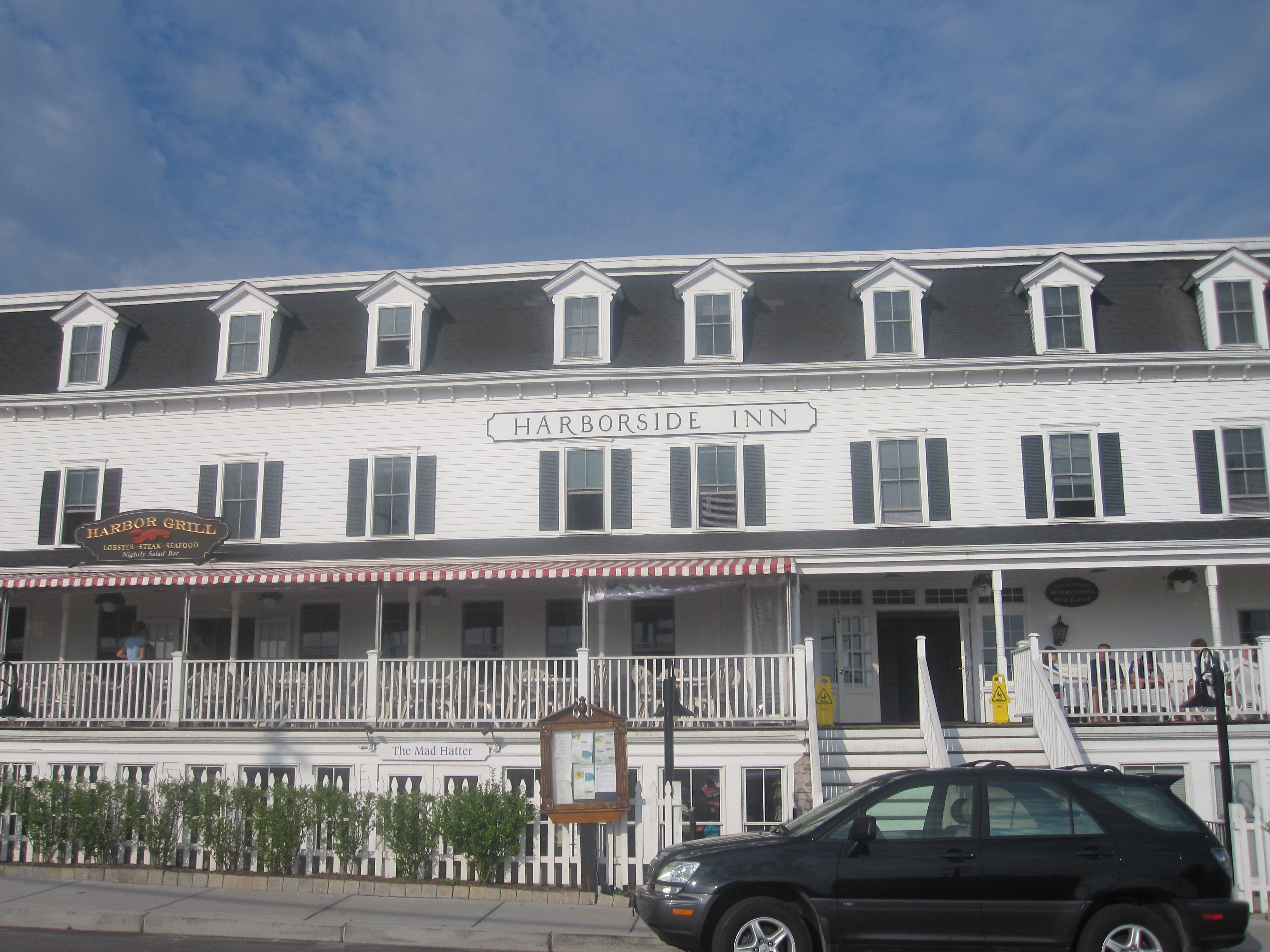
島の南側にあるハーバーサイド・イン、レストランとホテルになっている

南東灯台は島の南東隅、モヒガン・トレイル沿いにある。1875年に建設され、今日もアメリカ沿岸警備隊の用途に供している。この灯台は浸食のために崖から落ちる危険性があり、1993年に移動された。灯台の見学に加えて、夏の間のみオープンされる博物館もある。
モヒガン崖が南東灯台の西に近く位置している。ここは侵略してきたモヒガン族と土地のニアンティック族の間に戦闘があった場所であり、モヒガン族がこの高い崖っぷちから押し出されて下の浜に落ちて死んだ。この粘土質の崖の下に100段以上の階段が通じており、大西洋を見渡すことができる。島の南と西からはニューヨーク州モントークが遠くに見られる。
ロッドマンズ・ホローは島の南岸に近く、広さ230エーカー (0.93 km²) の氷河性アウトウォッシュ盆地である。何本かの歩道がある。乗馬も可能である。
北灯台は島の北端、サンディ・ポイントにある。島のこの部分から伸びている砂州について船に警告を与えている。取り囲む砂丘はブロック島国定野生生物保護区の一部であり、フエチドリやアメリカ・シデムシなど多くの生物種が見られる。北灯台の近くにブロック島の北端があり、両側に大洋のある細い帯になっている。
ブロック島歴史協会博物館は中心街近くにあり、島の幅広い人工物を収めている。
U-853は島の7マイル (11 km) 東、水深130フィート (40 m) に沈むUボートの残骸である。スポーツダイバーがよくその残骸を訪れ居るが、既に少なくとも3人の死者が出ている。

## 交通

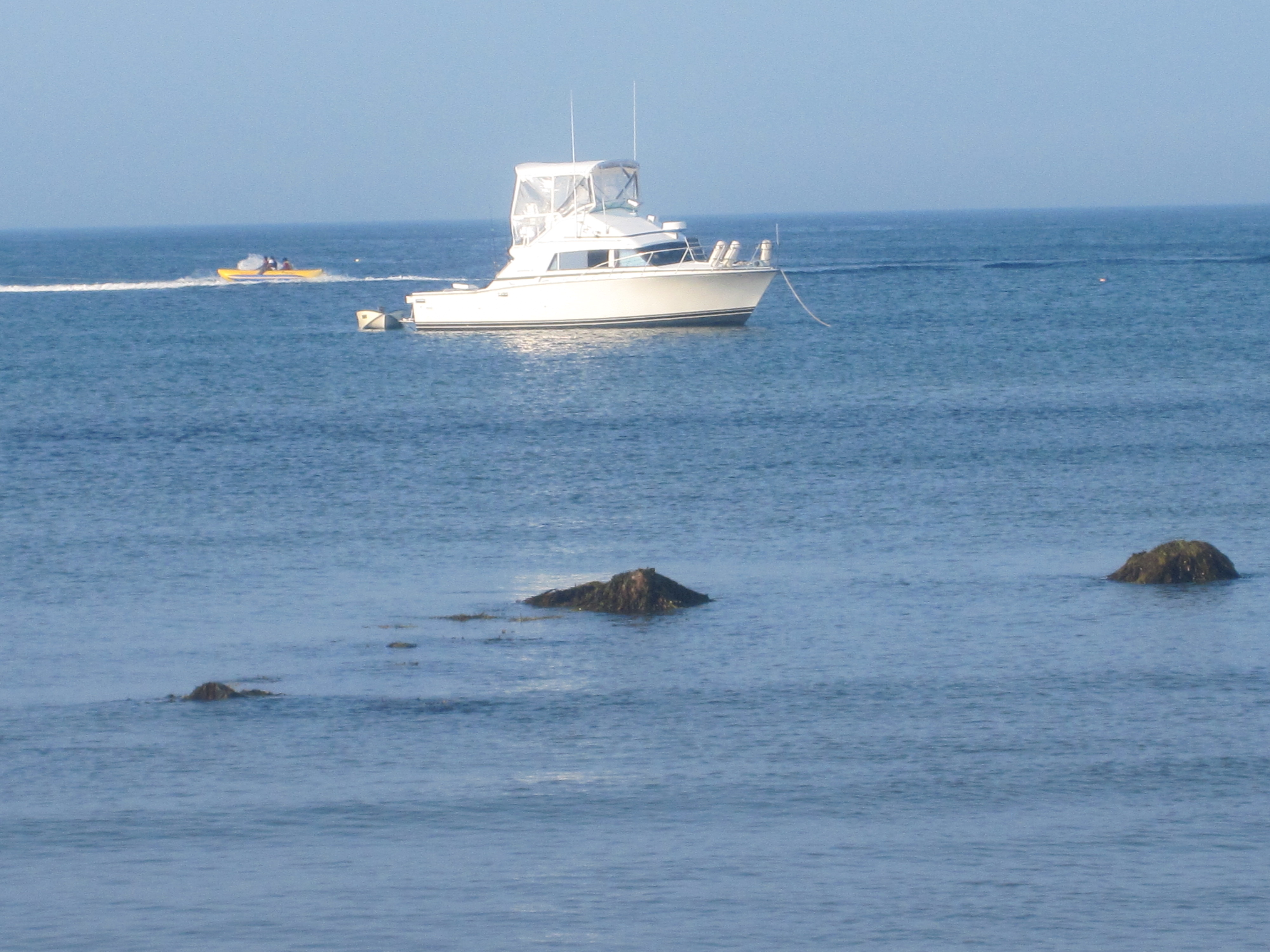
ブロック島周辺では舟遊びが人気がある

ブロック島は一年中ロードアイランド州ポイント・ジュディスとフェリーで繋がれており、またコネチカット州ニューロンドン、ニューヨーク州モントーク、ロードアイランド州ニューポートとは夏の間フェリーが運航されている。伝統的なフェリーではポイント・ジュディスから一時間で島に着く。このフェリーで自動車を搬送できるが、自動車の所有については前もって届け出て登録料を払う必要がある。旅行客は一年の早い時期に夏の自動車搬送を手配するよう勧められている。高速フェリーならば所要35分である。ニューロンドンからの高速フェリーは1時間ちょっと掛かる。夏の間、車を持ち込みたい旅行客は数か月前から予約するのが通常である。ロードアイランド州ウェスタリーからは、ブロック島州営空港までニューイングランド航空が所要12分間の定期便を飛ばしている。

## 人口動態

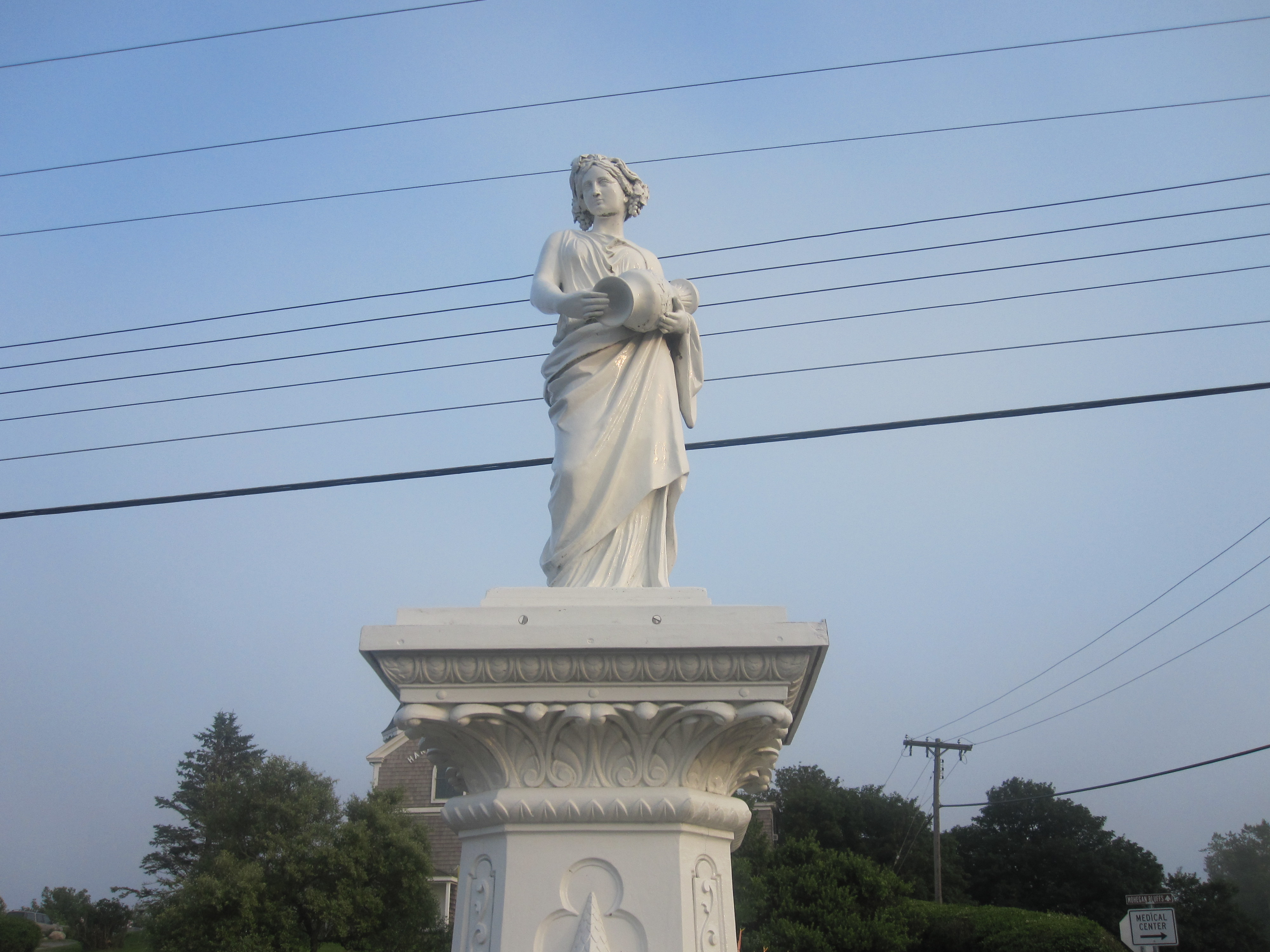
レベッカ像、1896年に禁酒運動家が飲酒の悪を示すために据えた。ハーバー教会近くにある

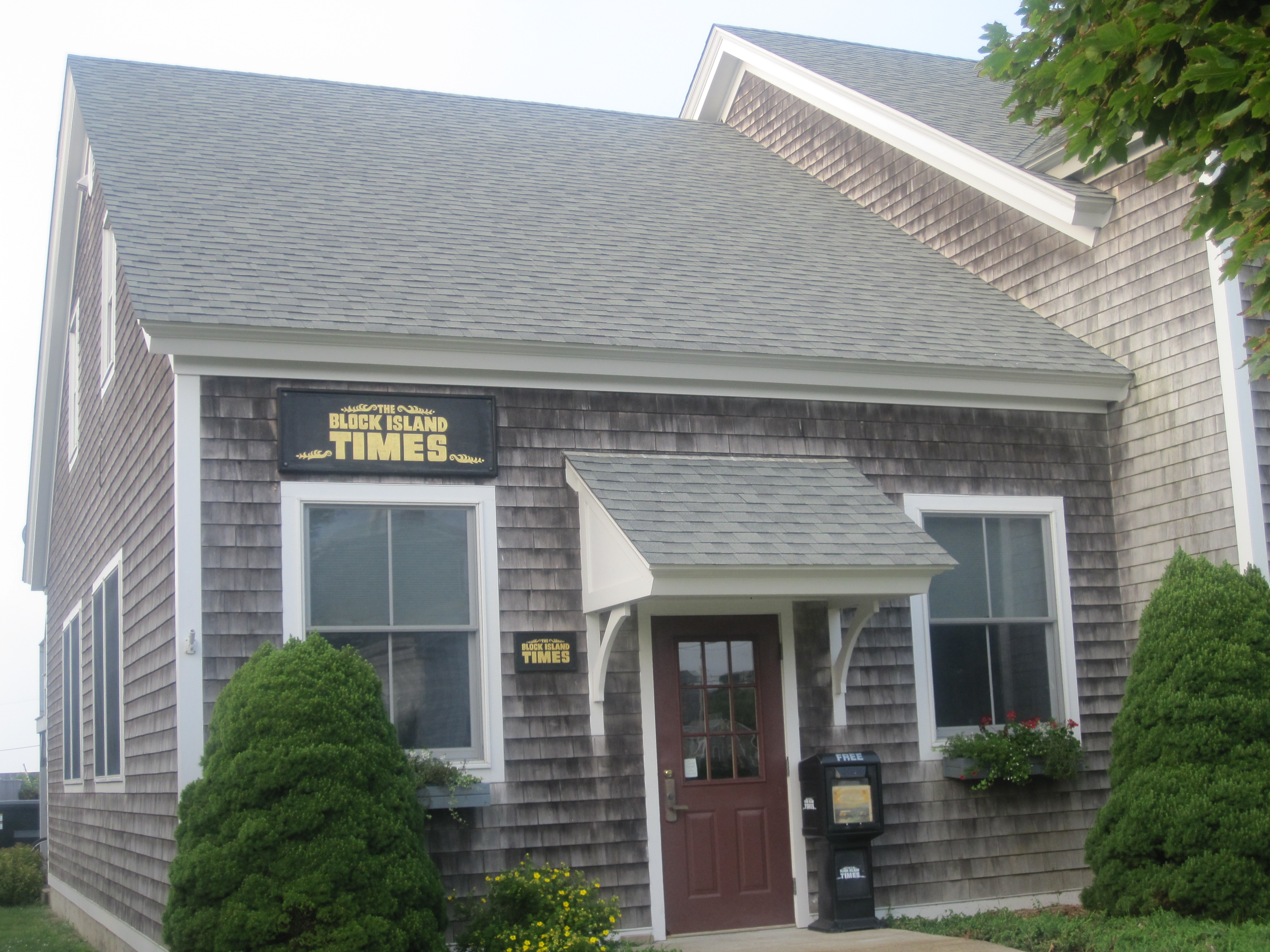
「ブロック・アイランド・タイムズ」新聞社

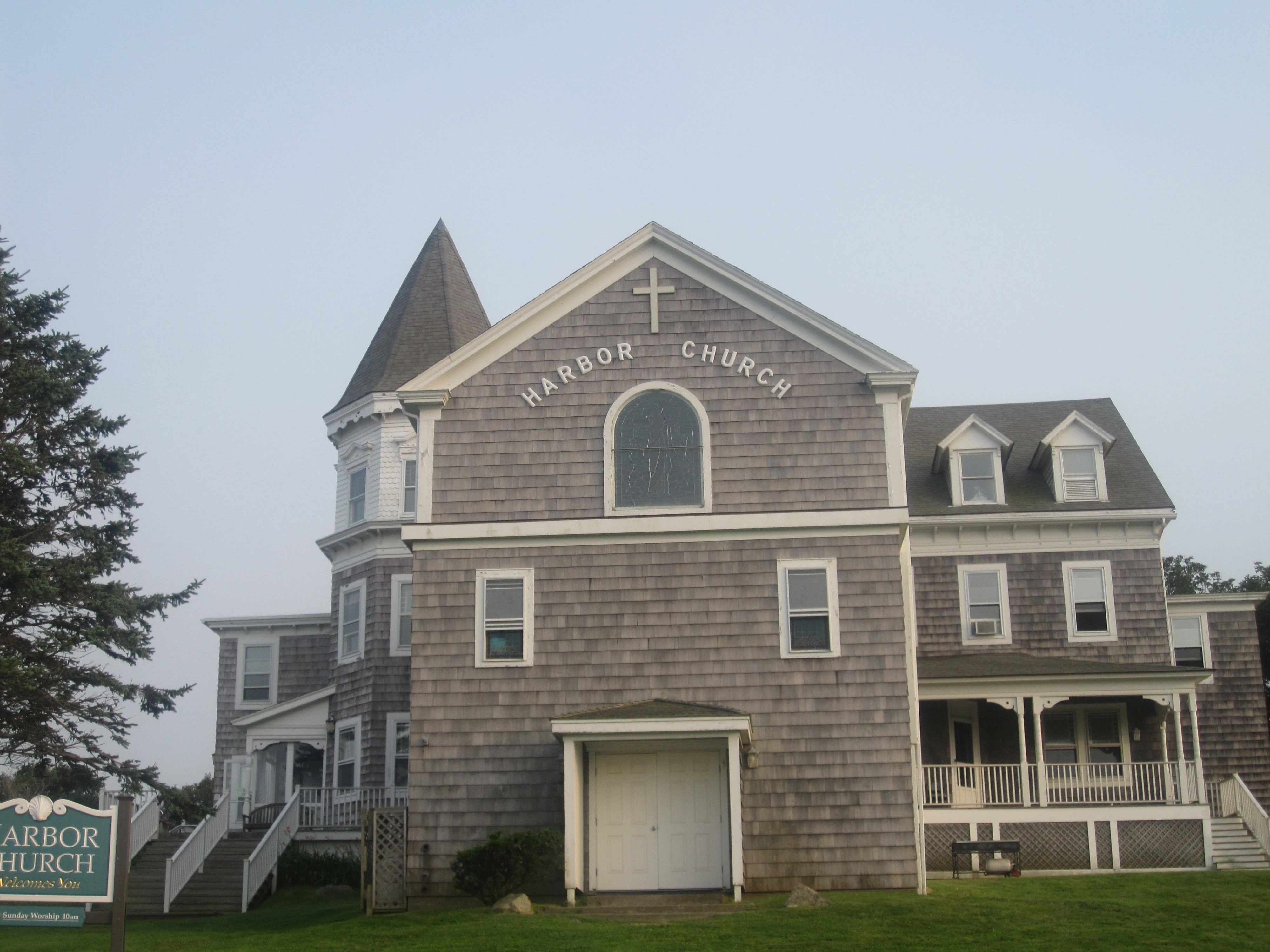
ハーバー教会

以下は2000年国勢調査による人口統計データである。
| 基礎データ - 人口: 1,010 人 - 世帯数: 472 世帯 - 家族数: 250 家族 - 人口密度: 40.1人/km2（103.8 人/mi2） - 住居数: 1,606 軒 - 住居密度: 63.7軒/km2（165.0 軒/mi2） 人種別人口構成 - 白人: 97.82% - アフリカン・アメリカン: 0.59% - アジア人: 0.79% - その他の人種: 0.30% - 混血: 0.50% - ヒスパニック・ラテン系: 1.19% 年齢別人口構成 - 18歳未満: 18.3% - 18-24歳: 4.7% - 25-44歳: 31.1% - 45-64歳: 28.6% - 65歳以上: 17.3% - 年齢の中央値: 43歳 - 性比（女性100人あたり男性の人口） - 総人口: 95.0 - 18歳以上: 95.5 | 世帯と家族（対世帯数） - 18歳未満の子供がいる: 21.4% - 結婚・同居している夫婦: 43.4% - 未婚・離婚・死別女性が世帯主: 7.2% - 非家族世帯: 47.0% - 単身世帯: 35.0% - 65歳以上の老人1人暮らし: 12.9% - 平均構成人数 - 世帯: 2.13人 - 家族: 2.82人 収入と家計 - 収入の中央値 - 世帯: 44,779米ドル - 家族: 59,844米ドル - 性別 - 男性: 39,432米ドル - 女性: 28,125米ドル - 人口1人あたり収入: 29,188米ドル - 貧困線以下 - 対人口: 7.9% - 対家族数: 8.0% - 18歳未満: 10.2% - 65歳以上: 9.7% |

## 著名な住人
- クリストファー・ウォーケン（1943年 - ）、俳優、ブロック島に休暇用家を持っている[30]
- スティーヴン・ライト（1955年 - ）、コメディアン、俳優、著作家[31]